# Castelnau-de-Guers

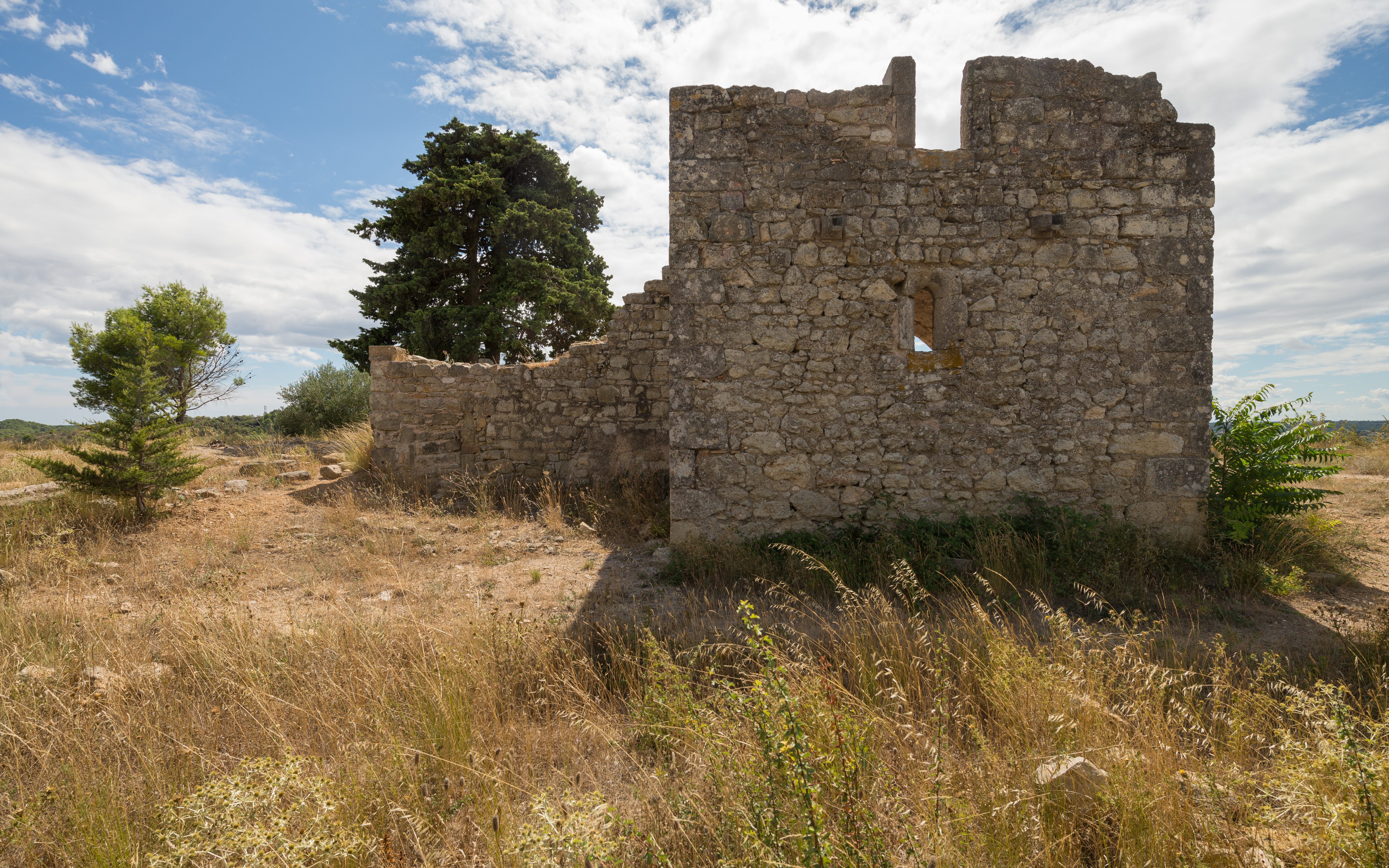

Castelnau-de-Guers är en kommun i departementet Hérault i regionen Occitanien i södra Frankrike. Kommunen ligger i kantonen Florensac som tillhör arrondissementet Béziers. År 2022 hade Castelnau-de-Guers 1 199 invånare.

## Befolkningsutveckling
Antalet invånare i kommunen Castelnau-de-Guers
Referens:INSEE